# Financiamento de projetos
O Financiamento de projectos de investimento trata das operações financeiras necessárias para assegurar os recursos inerentes ao projecto. O financiamento do projecto pode ser de curto prazo ou médio e longo prazo, consoante a exigibilidade dos pagamentos e a outros diversos factores.
Existe uma interdependência entre as decisões de investimento e as decisões de financiamento. A forma de financiamento do projecto influência a sua rentabilidade, potencia as decisões de investimento. O Financiamento pode determinar a viabilidade do projecto. A empresa pode financiar o seu investimento com capitais própriosquando este pertence à entidade investidora ou capitais alheiosquando este se financia junto de terceiros, levando a que haja quase sempre um custo implícito. A taxa de rentabilidade do capital próprio e a taxa de rentabilidade do capital alheio evoluem com o aumento do endividamento.
Quer os capitais próprios quer os capitais alheios têm custos, o custo dos capitais próprios é a taxa de retorno esperada do investimento, pelos accionistas/sócios, o custo dos capitais alheios dividem-se em custos directos: taxa de juro, spreads e outras despesas e em custos indirectos derivados à elevação do risco financeiro da empresa, que no futuro terá custos mais elevados em financiamentos.
Os custos financeiros dos capitais alheios são considerados custos para efeitos fiscais, existe uma poupança fiscal associada ao endividamento. Assim tanto maior o nível de endividamento do projecto tanto maior a sua rentabilidade. A influência do benefício fiscal associado ao financiamento por capitais alheios, na rentabilidade do projecto é designada por efeito alavanca financeira. Quanto maior o endividamento maior a rentabilidade do investimento, mas outros factores são igualmente importantes e determinantes na decisão de financiamento, como por exemplo: atitude face dos investidores face ao risco maior rentabilidade maior risco aos accionistas, atitude face à propriedade da empresa perda de influência e de parte da propriedade da empresa, risco do negócio as empresa utilizam uma menor parte dos capitais alheios para evitar o aumento do custo do capital, rentabilidade dos investimentos autofinanciamento capacidade de gerar fundos internamente, relacionamento com a banca sendo empresas pequenas e sem históricos ou gestores sem credibilidade junto a banca, condições de acesso ao financiamento bancário tem em conta a relação entre capitais próprios e alheios, estrutura de custos da empresa ou seja empresas com expressivo custos fixos tendem ter maior taxa de juros que outras com predominantes custos variáveis. Segundo as teorias de análise das decisões de financiamento de Myers designadas por trade-off theory, a decisão é tomada em função dos custos benefícios da opção endividamento versus capitais próprios  e Pecking order theory, as decisões de endividamento versus capitais próprios baseiam-se numa hierarquica óptima associada à assimetria de informação e custos de agência entre gestores e investidores. O endividamento das empresas reflecte normalmente o previsto pelas teorias Trade-off e Pecking Order.
Como já falado anteriormente o financiamento a MLP prazo pode ser realizado de duas formas, através dos Capitais Próprios e através dos Capitais Alheios.
O financiamento através dos capitais próprios pode ser feito de 5 maneiras:
1. Capital Social – Aumento do Capital subscrito pelos sócios ou accionistas da sociedade no desempenho da sua actividade;
2. Auto-financiamento -  obtido através dos recursos financeiros libertos pelo próprio funcionamento da empresa que confere mais autonomia e flexibilidade na tomada de decisões de investimentos, contribuindo para a redução do Custo do Capital. Tendo algumas desvantagens que são: poder induzir uma redução da rentabilidade da empresa e a perda de boas oportunidades de investimento, induzir à perda de disciplina /rigor na gestão dos CP, pode, também, induzir ao aumento dos custos implícitos dos CP;
3. Cessão de Activos/desinvestimento – a empresa procede à alienação de activos considerados não indispensáveis ao desenvolvimento regular da sua actividade.
4. Reforço da CP – Solicitação de contribuições adicionais de capital aos sócios;
5. Capital de Risco – assumido por empresas especializadas em que consiste na participação, normalmente, minoritária e temporária, no capital e gestão de empresas.

Através do financiamento através dos Capitais Alheios existem diversas oportunidades:
- empréstimo bancário a médio/longo prazo – linha de crédito destinada ao investimento em capital fixo, por prazo e plano de reembolso;
- empréstimo obrigacionista – forma de financiamento sustentada na emissão de obrigações em troca de um determinado rendimento, designado por juro, normalmente semestralmente;
- leasing Mobiliário – operação de financiamento através da qual uma das partes cede a outra o direito de utilização de um determinado bem móvel durante um período de tempo;
- leasing Imobiliário – semelhante ao anterior mas incidindo sobre bens imóveis;
- renting – Consiste no aluguer de viaturas através do qual o cliente por um determinado período de tempo suporta apenas o valor da utilização da viatura;
- empréstimos de sócios;
- fornecedores C/C;
- fornecedores de Imobilizado;
- estado;
- outros Credores.

## Distribuição de Resultados
Uma outra aplicação que pode ser feita, é a distribuição de fundos pelos accionistas, de maneira a remunerá-los pelo investimento feito na empresa. Sempre que uma empresa atinja o nível desejado de investimento e tenha ainda capitais por utilizar, pode aplicar esses fundos na remuneração de capitais nela investidos pelos seus accionistas. É necessário comparar aqui o valor do Fundo Gerado de Tesouraria com a Distribuição de Resultados. De facto, é desaconselhável uma situação em que o Fundo Gerado de Tesouraria seja insuficiente para se distribuírem lucros aos sócios e mesmo assim se insista em fazer essa distribuição. Significaria que a empresa se estaria a endividar, através do Financiamento Externo, apenas com o objectivo de entregar esses valores aos seus accionistas.